# Tupelobäume
Die Tupelobäume (Nyssa) sind eine Pflanzengattung in der Familie der Hartriegelgewächse (Cornaceae) aus der Ordnung der Hartriegelartigen (Cornales). Die etwa sieben Arten besitzen ein disjunktes Areal.

## Beschreibung

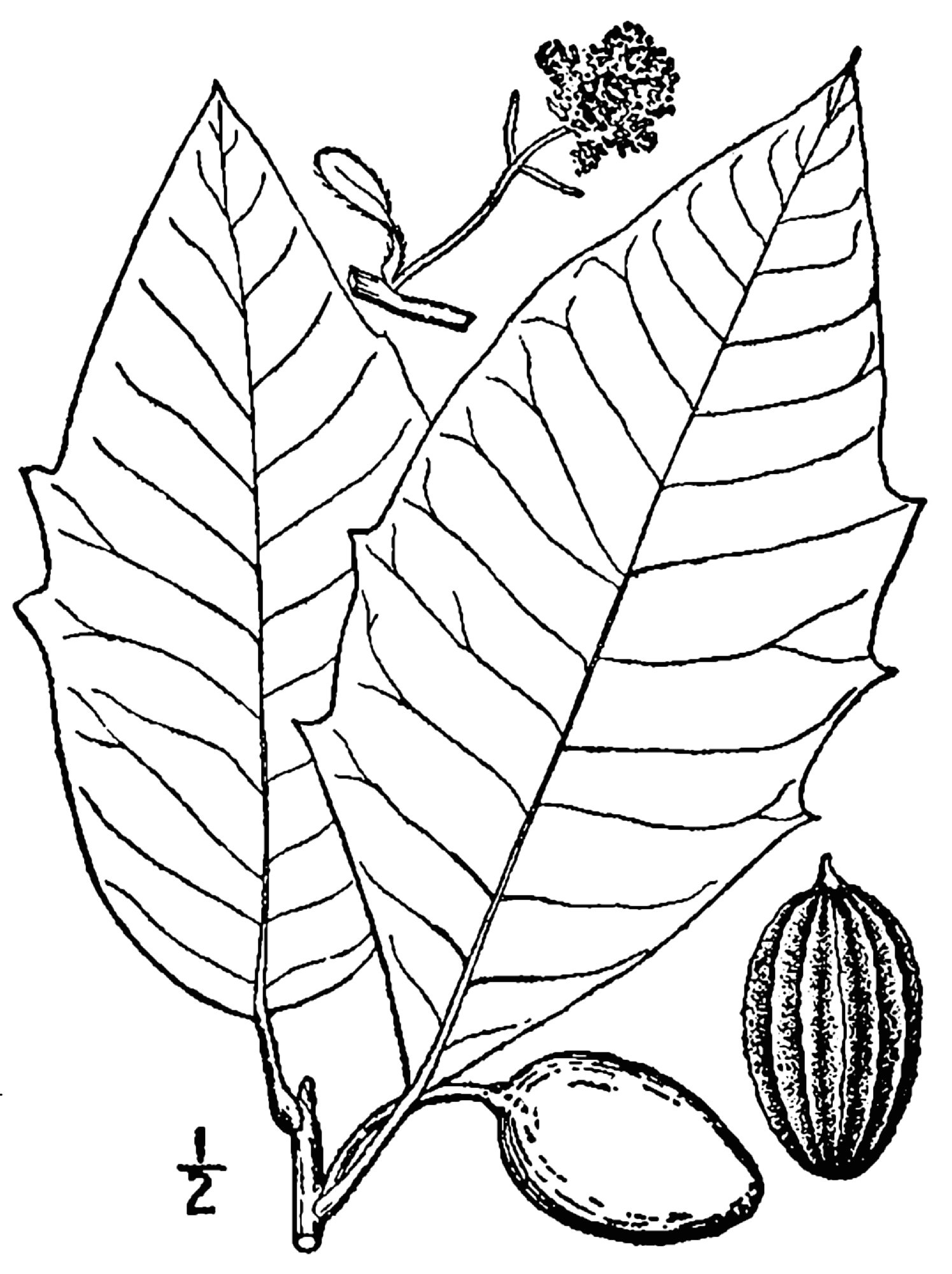
Illustration des Wasser-Tupelobaumes (Nyssa aquatica)

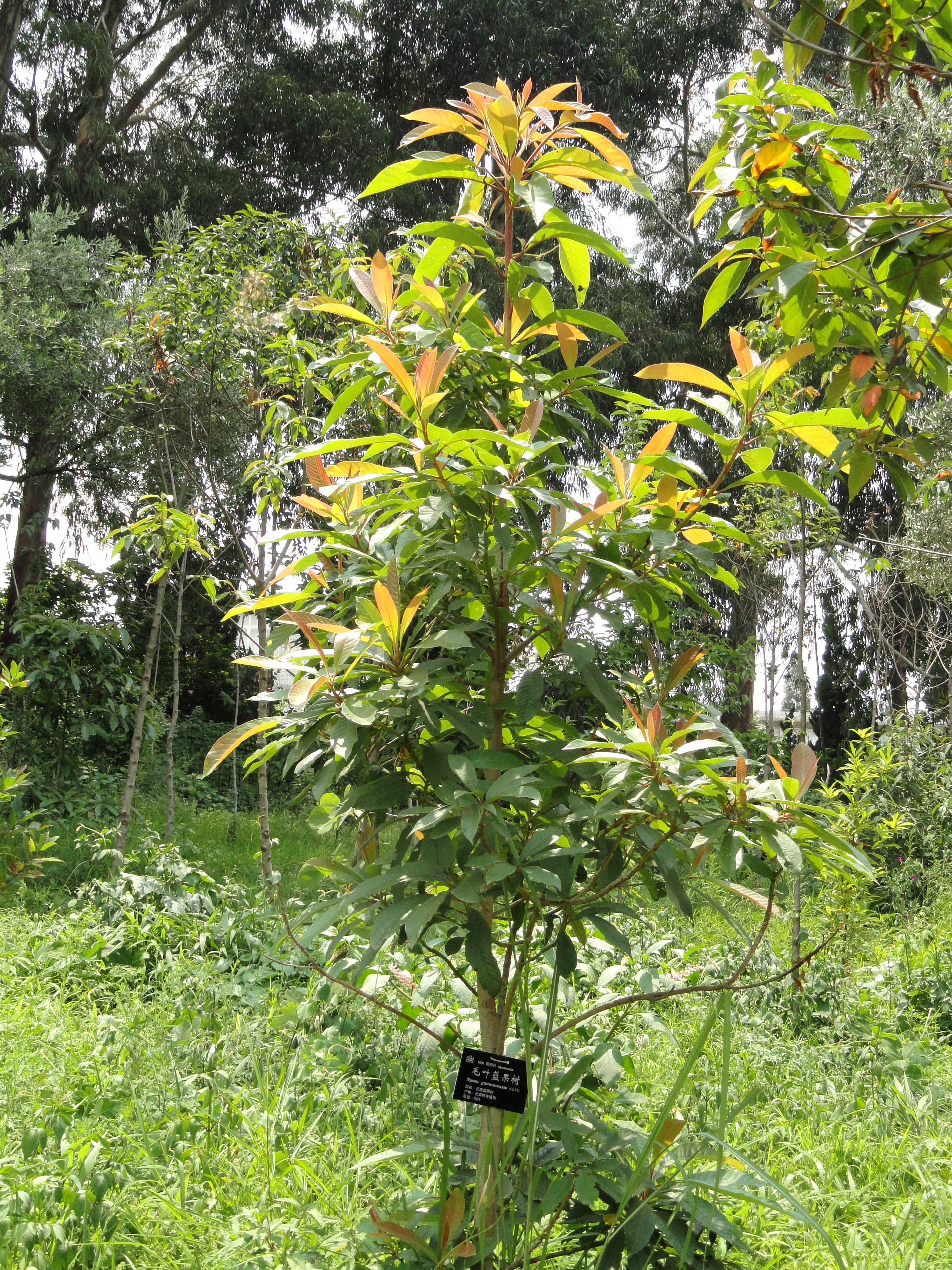
Nyssa yunnanensis

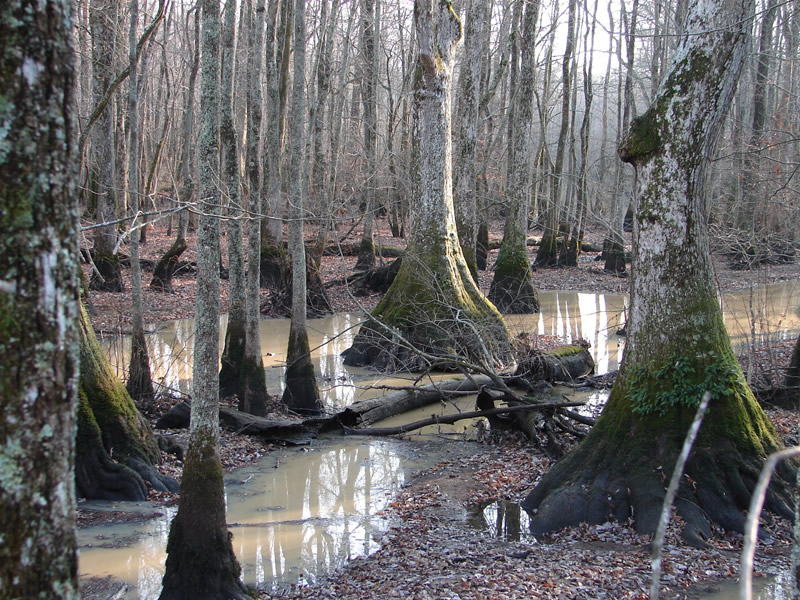
Habitat des Wasser-Tupelobaumes (Nyssa aquatica)

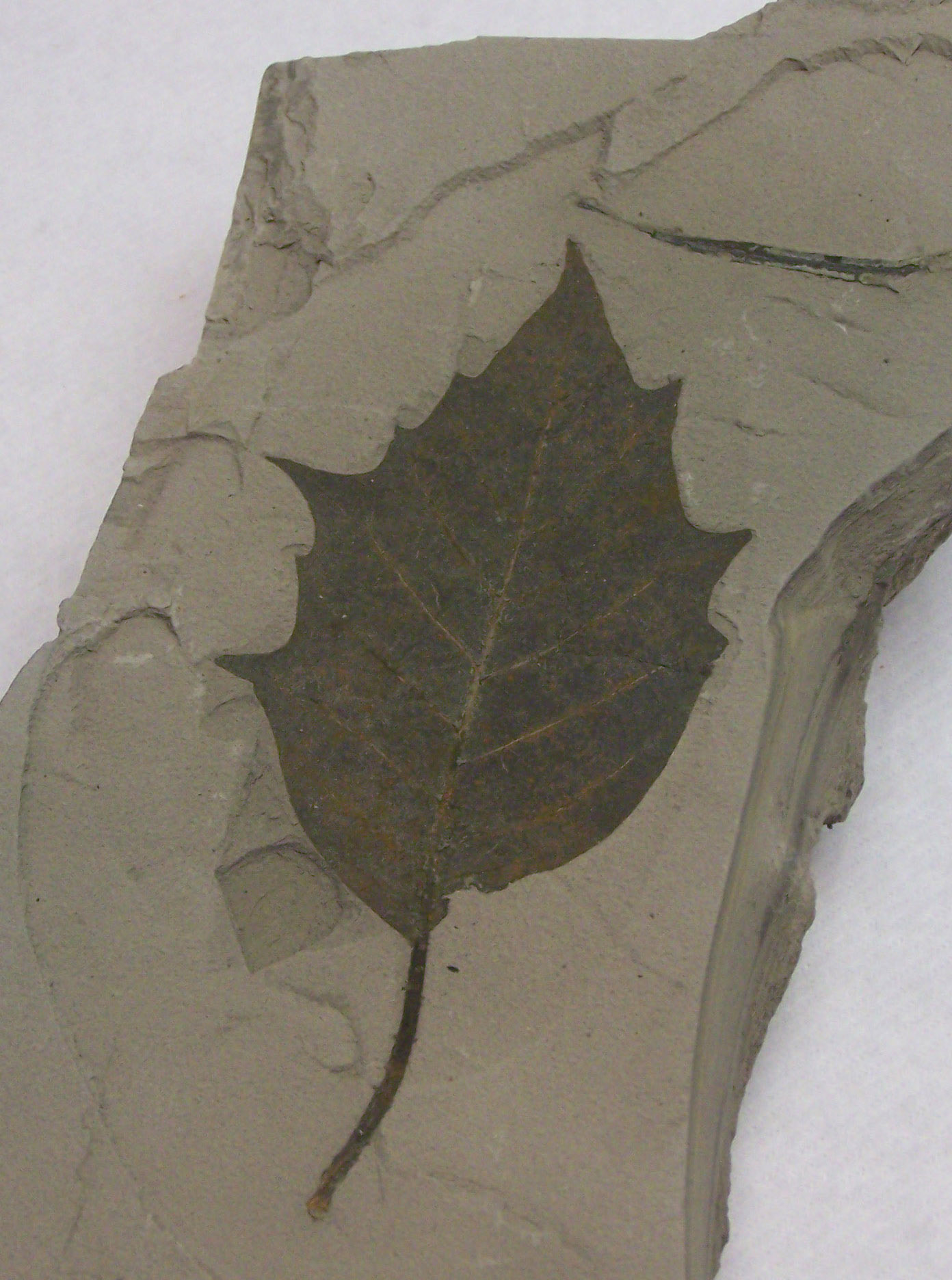
Fossil aus dem Miozän der ausgestorbenen Art Nyssa haidingeri

Die Nyssa-Arten sind immergrüne oder laubabwerfende Bäume, Nyssa aquatica, Nyssa sylvatica, Nyssa ogeche und Nyssa javanica sind laubabwerfend. Die wechselständigen, meist am Ende der Zweige konzentrierten Laubblätter sind gestielt. Nebenblätter fehlen.
Die Nyssa-Arten sind zweihäusig getrenntgeschlechtig (diözisch) oder teils polygam-diözisch mit einigen zwittrigen Blüten. Die eingeschlechtigen Blüten stehen in kopfigen, doldigen oder kurzen traubigen Blütenständen zusammen in den Achseln eines Tragblattes mit zwei Deckblättern.
Die Blüten besitzen eine doppelte Blütenhülle. Der Kelch (ist nur klein am Blütenbecher) oder verwachsen mit kleinen bis minimalen Zähnchen. Die Kronblätter fallen meist früh ab. Die männlichen Blüten sind fünfzählig, ein Pistillode kann vorkommen. Es sind zwei Kreise mit je fünf Staubblättern vorhanden. Der dicke Diskus ist konvex.
Die weiblichen Blüten sind vier- oder fünfzählig. Meist sind Staminodien vorhanden. Der meist unterständige Fruchtknoten besitzt meist eine, selten zwei Kammern, mit je einer Samenanlage. Der Griffel ist meist ganz oder seltener zweiteilig. Die Narbe ist länglich. Meist ist ein dünner Diskus vorhanden.
Es werden ellipsoide Steinfrüchte gebildet, an denen noch Kelch- und Diskusreste vorhanden sind. Die Steinkerne sind fast glatt bis rippig oder geflügelt.

## Systematik und Verbreitung
Die Gattung Nyssa wurde 1753 durch Jan Frederik Gronovius in Carl von Linné: Species Plantarum, 2, S. 1058 aufgestellt. Der botanische Gattungsname Nyssa ist der Name einer Wassernymphe, Nyssa, und bezieht sich auf die Wasserbedürftigkeit. Synonyme für Nyssa Gronov. ex L. sind: Agathisanthes Blume und Ceratostachys Blume. Die Gattung Nyssa ist je nach Autor in die Familie der Cornaceae oder Nyssaceae eingeordnet.
Die Gattung Nyssa gehört zur „Laurasischen Tertiärflora“ und war früher artenreicher.
Sie besitzt heute ein disjunktes Areal: in Nord-, Zentralamerika und in Süd- bis Südostasien. Von den etwa sieben Arten kommen drei in Nordamerika, eine in Costa Rica und Panama, eine von Indien bis zum Indonesischen Archipel und drei Arten in China vor.
In der Gattung Tupelobäume (Nyssa) gibt es seit 2012 nur noch etwa sieben Arten:
In Asien
- Nyssa javanica (Blume) Wangerin (Syn.: Nyssa arborea (Blume) Koord., Nyssa bifida Craib, Nyssa leptophylla W.P.Fang & T.P.Chen, Nyssa sessiliflora Hook. f. & Thomson, Nyssa wenshanensis var. longipedunculata W.P.Fang & Soong): Sie ist von Indien, Bhutan, Laos, Myanmar, Vietnam über Malaysia bis Indonesien verbreitet und in den chinesischen Provinzen Guangdong, Guangxi, Hainan, Hunan sowie Yunnan weitverbreitet.[1][3][4]
- Chinesischer Tupelobaum (Nyssa sinensis Oliver, Syn.: Nyssa megacarpa R.Parker, Nyssa shangszeensis W.P.Fang & Soong, Nyssa shweliensis (W.W.Sm.) Airy Shaw, Nyssa sinensis var. oblongifolia W.P.Fang & Soong, Nyssa wenshanensis W.P.Fang & Soong): Er ist in Myanmar, Vietnam und China verbreitet. Er gedeiht in China in immergrünen Wäldern in Höhenlagen von 300 bis 2700 Metern.[1][3][4]
- Nyssa yunnanensis W.Q.Yin ex H.N.Qin & Phengklai: Es ist ein Endemit im südlichen Yunnan in Höhenlagen zwischen 500 und 1100 Metern.[1]

In Nordamerika
- Wasser-Tupelobaum (Nyssa aquatica L.): Sie gedeiht meist in Sumpfwäldern zusammen mit Taxodium distichum in den zentralen bis südöstlichen USA.[4]
- Ogeche-Tupelobaum (Nyssa ogeche Marshall): Sie kommt im südlichen Alabama, südlichen Georgia, südlichen South Carolina, nördlichen Florida vor.[4]
- Schwarzer Tupelobaum (Nyssa sylvatica Marshall, Syn.: Nyssa multiflora var. sylvatica (Marshall) S.Watson nom. superfl., Nyssa sylvatica var. typica Fernald nom. inval.): Es gibt drei Varietäten von den USA bis Mexiko:[4]
  - Nyssa sylvatica var. biflora (Walter) Sarg. (Syn.: Nyssa biflora Walter, Nyssa sylvatica subsp. biflora (Walter) A.E.Murray, Nyssa servatilis E.H.L.Krause): Sie kommt von New Jersey bis zum östlichen Texas vor.[4]
  - Nyssa sylvatica Marshall var. sylvatica (Syn.: Nyssa canadensis Poir., Nyssa caroliniana Poir., Nyssa ciliata Raf., Nyssa integrifolia Aiton,Nyssa multiflora Elliott, Nyssa multiflora Wangenh., Nyssa villosa Michx., Nyssa sylvatica var. aquatica Sarg., Nyssa sylvatica var. caroliniana (Poir.) Fernald, Nyssa sylvatica var. dilatata Fernald): Sie kommt vom südlichen Ontario über die zentralen bis östlichen USA bis Mexiko vor.[4]
  - Nyssa sylvatica var. ursina (Small) J.Wen & Stuessy (Syn.: Nyssa ursina Small, Nyssa biflora var. ursina (Small) D.B.Ward): Sie kommt nur im nordwestlichen Florida vor.[4]

In Zentralamerika
- Nyssa talamancana Hammel & Zamora: Sie ist von Costa Rica bis Panama verbreitet. Sie wurde 1990 erstbeschrieben und besitzt die größten Früchte aller rezenten und ausgestorbenen Arten.[5]

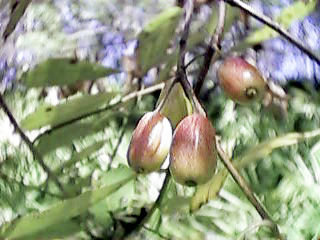
Früchte des Ogeche-Tupelobaumes (Nyssa ogeche)

## Nutzung
Von einigen Arten werden die Früchte gegessen oder verarbeitet. Das Holz wird genutzt. Aus der Borke wird ein Farbstoff hergestellt.